# Vugledar
Vugledar (en ucraniano: Вугледaр, romanizado: Vuhledar, lit. 'regalo de carbón'; en ruso: Угледар, romanizado: Ugledar) es una ciudad ucraniana perteneciente al óblast de Donetsk. Situada en el sureste del país, forma parte del raión de Volnovaja y es centro del municipio (hromada) de Vugledar. 
Desde el 1 de octubre la ciudad se encuentra ocupada por las fuerzas de la Federación Rusa.

## Geografía
Vugledar está 60 km al suroeste de Donetsk.

## Historia
En 1964, durante la era soviética, al comienzo del desarrollo de la cuenca minera al sur de Donetsk se planeó la construcción de una importante ciudad industrial con el nombre de Pivdenni Donetsk (en ucraniano: Південний Донецьк, lit. 'Donetsk del Sur'), que sería habitada por más de cien mil habitantes y una previsión de diez minas abiertas. En la década de 1970, el desarrollo de las reservas de carbón en la cuenca sur de Dombás era menos prometedor que en Kuzbass, y solo surgió una pequeña ciudad. En 1969, el pueblo pasó a llamarse Vugledar. 
Vugledar recibió el estatus de ciudad en 1991. De 1991 a 2020, tuvo el estatus de ciudad de importancia regional.
Desde el comienzo de la guerra en Dombás en 2014, la ciudad fue fuertemente fortificada por las Fuerzas Armadas de Ucrania en su lucha contra los separatistas de la República Popular de Donetsk.
Durante la invasión rusa de Ucrania de 2022, Vugledar fue alcanzado por un misil balístico ruso que transportaba bombas de racimo el 24 de febrero de 2022. El misil impactó frente a un hospital y mató a cuatro civiles e hirió a otros 10.En noviembre de 2022 comenzaron los intentos rusos por apoderarse de la ciudad-fortaleza. En enero y febrero de 2023 la 155.ª Brigada de Infantería Naval rusa fracasó en repetidos asaltos, sufriendo fuertes bajas. La 155ª fue reemplazada por la 40.ª Brigada de Infantería Naval, que corrió parecida suerte. El general al mando, Rustam Muradov, fue cesado en abril de 2023. El 1 de octubre de 2024, tras más de dos años en la primera línea del frente, Vugledar fue tomada por el Ejército ruso gracias a una maniobra envolvente. Al día siguiente las Fuerzas ucranianas confirmaron la retirada de sus tropas de la ciudad.

## Demografía
La evolución de la población de Vugledar entre 1970 y 2022 fue la siguiente:
| 2264                                                          | 7382 | 18 658 | 17 440 | 16 286 | 15 357 | 15 188 | 14 755 | 14 144 |
| (Fuente: Cities & Towns of Ukraine y UKRAINE: Größere Städte) |      |        |        |        |        |        |        |        |

Según el censo de 2001, el 63,1 % de la población son ucranianos, el 33,1 % son rusos y el resto de minorías son principalmente bielorrusos (1 %). En cuanto al idioma, la lengua materna de la mayoría de los habitantes, el 70,8 %, es el ruso; del 28,2 % es el ucraniano.

## Economía
Vugledar es una ciudad minera con una monoestructura del complejo económico, cuya base es la industria del carbón. Las dos principales minas locales son Pivdennodonbaska n.º 1 y Pivdennodonbaska n.º 3, con reservas estimadas en 2002 de 58,67 millones y 150.026 miles de toneladas de carbón respectivamente. Ambas minas están clasificadas como minas jóvenes prometedoras ya que trabajan de manera estable, aumentando la producción de carbón.
El nivel de paro registrado es del 7,3 % y dos tercios de la población activa trabaja en las empresas de carbón de la ciudad. De acuerdo con la Ley de Ucrania "Sobre las Zonas Económicas Especiales y el Régimen Especial de Actividad de Inversión en el óblast de Donetsk", la ciudad está incluida en el territorio de desarrollo prioritario.

## Infraestructura

### Transporte
Vugledar tiene conexión por carretera con las ciudades de Volnovaja, Márinka y Donetsk.